# Pleurocryptina indica
Pleurocryptina indica är en kräftdjursart som beskrevs av Hugo Frederik Nierstrasz och Brender a Brandis1929. Pleurocryptina indica ingår i släktet Pleurocryptina och familjen Bopyridae. Inga underarter finns listade i Catalogue of Life.